# Saint-Carreuc
Saint-Carreuc (bret. Sant-Kareg) – miejscowość i gmina we Francji, w regionie Bretania, w departamencie Côtes-d’Armor.
Według danych na rok 1990 gminę zamieszkiwało 1217 osób, a gęstość zaludnienia wynosiła 96 osób/km² (wśród 1269 gmin Bretanii Saint-Carreuc plasuje się na 501. miejscu pod względem liczby ludności, natomiast pod względem powierzchni na miejscu 739.).